# Тибасоса
Тибасоса (исп. Tibasosa) — город и муниципалитет в центральной части Колумбии, на территории департамента Бояка. Входит в состав провинции Сугамукси.

## История
Муниципалитет Тибасоса был выделен в отдельную административную единицу в 1778 году.

## Географическое положение
Город расположен на северо-востоке центральной части департамента, в горной местности Восточной Кордильеры, на расстоянии приблизительно 41 километра к северо-востоку от города Тунха, административного центра департамента. Абсолютная высота — 2507 метров над уровнем моря.
Муниципалитет Тибасоса граничит на северо-западе с территорией муниципалитета Дуитама, на северо-востоке— с муниципалитетами Санта-Роса-де-Витербо и Нобса, на востоке — с муниципалитетом Согамосо, на юге — с муниципалитетом Фиравитоба, на западе — с муниципалитетом Пайпа. Площадь муниципалитета составляет 94,3 км².

## Население
По данным Национального административного департамента статистики Колумбии, совокупная численность населения города и муниципалитета в 2015 году составляла 14 063 человека.
Динамика численности населения муниципалитета по годам:
| 2005   | 2006   | 2007   | 2008   | 2009   | 2010   | 2011   | 2012   | 2013   | 2014   | 2015   |
| ------ | ------ | ------ | ------ | ------ | ------ | ------ | ------ | ------ | ------ | ------ |
| 12 626 | 12 784 | 12 941 | 13 088 | 13 239 | 13 381 | 13 530 | 13 662 | 13 795 | 13 936 | 14 063 |

Согласно данным переписи 2005 года мужчины составляли 49,3 % от населения Тибасосы, женщины — соответственно 50,7 %. В расовом отношении белые и метисы составляли 99,6 % от населения города; негры, мулаты и райсальцы — 0,4 %.
Уровень грамотности среди всего населения составлял 89,6 %.

## Экономика
Основу экономики Тибасосы составляют сельское хозяйство, розничная торговля и туризм.

53 % от общего числа городских и муниципальных предприятий составляют предприятия торговой сферы, 28,5 % — предприятия сферы обслуживания, 17,3 % — промышленные предприятия, 1,2 % — предприятия иных отраслей экономики.

## Транспорт
Через город проходит национальное шоссе № 62.